# Jean Bardet (homme politique)
Pour les articles homonymes, voir Jean Bardet et Bardet.
 (mai 2014).
Jean Bardet, né le 22 juin 1941 à Paris, est un professeur de médecine et homme politique français.

## Biographie
Jean Bardet est cardiologue et professeur des universités – praticien hospitalier à l'université Pierre-et-Marie-Curie; chef du service de cardiologie de l'hôpital Saint-Antoine à Paris de 1997 à 2007.
Élu député du Val-d'Oise en 1986 en remplacement d'Hélène Missoffe ; il est réélu en 1993, 1997, 2002 et 2007 dans la 3e circonscription du Val-d'Oise. Il fait partie du groupe: Rassemblement pour la République (RPR) puis Union pour un mouvement populaire (UMP).
En tant que médecin, ses domaines de prédilection sont les problèmes sociaux, humanitaires et de bioéthiques.
Jean Bardet a écrit plusieurs livres : Au commencement était le verbe et Le gène du mal (romans). Un cœur en forme (ouvrage médical)." MEDIATOR, un devoir de vérité" . Ayant été membre de la mission parlementaire sur ce médicament, il tente de rétablir la réalité des chiffres en analysant de façon objective les diverses déclarations des uns et des autres devant cette commission. À la suite de cette analyse, le nombre de morts à déplorer ne dépasserait pas selon lui 50.

## Mandats

### Anciens mandats et fonctions à l'Assemblée nationale
- Élu le 16/03/1986 - Mandat du 30/09/1986 (élections générales) au 14/05/1988 (Fin de législature)
- Réélu le 28/03/1993 - Mandat du 02/04/1993 (élections générales) au 21/04/1997 (Fin de législature)
- Réélu le 01/06/1997 - Mandat du 01/06/1997 (élections générales) au 18/06/2002 (Fin de législature)
- Réélu le 16/06/2002 - Mandat du 19/06/2002 (élections générales) au 19/06/2007 (Fin de législature)
- Député de la 3e circonscription du Val-d'Oise. Battu aux dernières législatives de juin 2012 alors qu'il briguait un cinquième mandat, il laisse sa place au candidat MUP Jean-Noël Carpentier

### Mandats locaux
- Conseil municipal du Plessis-Bouchard (Val-d'Oise), du 14/03/1983 au 12/03/1989 (Adjoint au Maire)
- Conseil municipal de Taverny (Val-d'Oise), du 06/03/1983 au 18/06/1995 (Membre)
- Conseil général du Val-d'Oise, du 18/03/1985 au 29/03/1992 (Membre du conseil général)
- Conseil régional d'Ile-de-France, du 17/03/1986 au 22/03/1992 et du 16/03/1998 au 28/03/2004 (Membre du conseil régional)

## Décoration
- Chevalier de la Légion d'honneur (14 juillet 2018)[1]